# Galiteuthis glacialis
Galiteuthis glacialis é uma espécie de lula vitrea da Convergência Antártica. É uma das mais abundantes lulas nas águas em torno da Antártida. É de porte média, alcançando o máximo comprimento de manto de 0,5 m (1,6 pé).

## Distribuição
G. glacialis ocorre nas águas mesopelágicas do Oceano antártico. A sua área de distribuição pode ser circumpolar, com presença Antártica e Sub-Antártica.

## Ecologia
Esta lula é predada por inúmeros predadores no oceano antárctico, principalmente por albatrozes e pinguins.

Provavelmente estas lulas alimentam-se de Zooplâncton mesopelágico, que por sua vez se alimenta de matéria orgânica afundando das camadas superiores do oceano.